# Division 1 (Riunione)
La Division 1 è la massima competizione calcistica dell'isola della Riunione, istituita nel 1950.

## Formato
Questo campionato ha il sistema di punteggio (4-2-1) simile agli altri campionati amatoriali francesi. Nel sistema piramidale francese, la Riunione è in DH (division d'honneur, "divisione d'onore"), cioè il 6º livello. Il campionato inizia a marzo e termina a novembre, svolgendosi nell'arco di un anno solare.

## Albo d'oro
| Stagione  | Campione          | Secondo           |
| --------- | ----------------- | ----------------- |
| 1950      | Patriote          | -                 |
| 1951      | Patriote          | -                 |
| 1952      | Jeanne d'Arc      | -                 |
| 1953      | Patriote          | -                 |
| 1954      | Patriote          | -                 |
| 1955      | Patriote          | -                 |
| 1956      | Saint-Pierroise   | -                 |
| 1957      | Saint-Pierroise   | -                 |
| 1958      | Saint-Pierroise   | -                 |
| 1959      | Saint-Pierroise   | -                 |
| 1960      | Saint-Pierroise   | -                 |
| 1961      | Saint-Pierroise   | -                 |
| 1962      | Patriote          | -                 |
| 1963      | Saint-Louisienne  | -                 |
| 1964      | Saint-Louisienne  | -                 |
| 1965      | Saint-Louisienne  | -                 |
| 1966      | Saint-Louisienne  | -                 |
| 1967      | Saint-Louisienne  | -                 |
| 1968      | Saint-Louisienne  | -                 |
| 1969      | Saint-Louisienne  | -                 |
| 1970      | Saint-Louisienne  | -                 |
| 1971      | Saint-Pierroise   | -                 |
| 1972      | Saint-Pierroise   | -                 |
| 1973      | Saint-Pierroise   | -                 |
| 1974      | Excelsior         | -                 |
| 1975      | Saint-Pierroise   | -                 |
| 1976      | Saint-Pierroise   | -                 |
| 1977      | Ouest             | -                 |
| 1978      | Saint-Pierroise   | -                 |
| 1979      | Saint-Pauloise    | -                 |
| 1980      | Saint-Denis       | -                 |
| 1981      | Saint-Pauloise    | -                 |
| 1982      | Saint-Louisienne  | -                 |
| 1983      | Saint-Pauloise    | -                 |
| 1984      | Saint-Denis       | Saint-Pauloise    |
| 1985      | Saint-Pauloise    | Saint-Pierroise   |
| 1986      | Saint-Pauloise    | Saint-Denis       |
| 1987      | Saint-Denis       | Saint-Pauloise    |
| 1988      | Saint-Louisienne  | Stade Tamponnaise |
| 1989      | Saint-Pierroise   | Saint-Denis       |
| 1990      | Saint-Pierroise   | Stade Tamponnaise |
| 1991      | Stade Tamponnaise | Saint-Denis       |
| 1992      | Stade Tamponnaise | Saint-Denis       |
| 1993      | Saint-Pierroise   | Saint-Denis       |
| 1994      | Saint-Pierroise   | Stade Tamponnaise |
| 1995      | Saint-Denis       | Stade Tamponnaise |
| 1996      | Saint-Denis       | Saint-Pierroise   |
| 1997      | Saint-Louisienne  | Stade Tamponnaise |
| 1998      | Saint-Louisienne  | Stade Tamponnaise |
| 1999      | Stade Tamponnaise | Saint-Pierroise   |
| 2000      | Marsouins         | Stade Tamponnaise |
| 2001      | Saint-Louisienne  | Saint-Pierroise   |
| 2002      | Saint-Louisienne  | Stade Tamponnaise |
| 2003      | Stade Tamponnaise | Saint-Louisienne  |
| 2004      | Stade Tamponnaise | Excelsior         |
| 2005      | Stade Tamponnaise | Excelsior         |
| 2006      | Stade Tamponnaise | Saint-Pierroise   |
| 2007      | Stade Tamponnaise | Excelsior         |
| 2008      | Saint-Pierroise   | Stade Tamponnaise |
| 2009      | Stade Tamponnaise | Excelsior         |
| 2010      | Stade Tamponnaise | Sainte-Marienne   |
| 2011      | Saint-Pauloise    | Stade Tamponnaise |
| 2012      | Saint-Louisienne  | Stade Tamponnaise |
| 2013      | Sainte-Marienne   | Saint-Pauloise    |
| 2014      | Saint-Pauloise    | Excelsior         |
| 2015      | Saint-Pierroise   | Saint-Louisienne  |
| 2016-2017 | Saint-Pierroise   | Sainte-Marienne   |
| 2017      | Saint-Pierroise   | Excelsior         |
| 2018      | Saint-Pierroise   | Jeanne d'Arc      |
| 2019      | Saint-Pierroise   | Sainte-Marienne   |
| 2020      | non assegnato     |                   |
| 2021      | La Tamponnaise    | Excelsior         |
| 2022      | Saint-Denis       | Saint-Pierroise   |
| 2023      | Excelsior         | Saint-Pierroise   |
| 2024      | Excelsior         | Saint-Pauloise    |

## Vittorie per squadra
| Squadra           | Città        | Vittorie | Anni |
| ----------------- | ------------ | -------- | --- |
| Saint-Pierroise   | Saint-Pierre | 21       | 1956, 1957, 1959, 1960, 1961, 1971, 1972, 1973, 1975, 1976, 1978, 1989, 1990, 1993, 1994, 2008, 2015, 2016-2017, 2017, 2018, 2019 |
| Saint-Louisienne  | Saint-Louis  | 15       | 1963, 1964, 1965, 1966, 1967, 1968, 1969, 1970, 1982, 1988, 1997, 1998, 2001, 2002, 2012                                          |
| Stade Tamponnaise | Le Tampon    | 10       | 1991, 1992, 1999, 2003, 2004, 2005, 2006, 2007, 2009, 2010                                                                        |
| Saint-Pauloise    | Saint-Paul   | 7        | 1979, 1981, 1983, 1985, 1986, 2011, 2014                                                                                          |
| Patriote          | Saint-Denis  | 6        | 1950, 1951, 1953, 1954, 1955, 1962                                                                                                |
| Saint-Denis       | Saint-Denis  | 6        | 1980, 1984, 1987, 1995, 1996, 2022                                                                                                |
| Excelsior         | Saint-Joseph | 3        | 1974, 2023, 2024 |
| Jeanne d'Arc      | Saint-Pierre | 1        | 1952 |
| La Tamponnaise    | Le Tampon    | 1        | 2021 |
| Marsouins         | Saint-Leu    | 1        | 2000 |
| Ouest             | Saint-Paul   | 1        | 1977 |
| Sainte-Marienne   | Sainte-Marie | 1        | 2013 |